# 232
232 је била преступна година.

## Догађаји
- Римско-персијски ратови: Цар Александар Север покреће троструки контранапад против персијских снага краља Ардашира I, које су напале Месопотамију. Међутим, римска војска која је напредовала кроз Јерменију је заустављена. Александар издаје наређење за марш ка престоници Ктесифону, али Римљани су поражени и повлаче се у Сирију. Резултат је прихватање статуса кво и, након великих губитака на обе стране, потписано је примирје.
- Мошти Светог апостола Томе пренете су у Едесу из Индије.
- Ориген оснива школу хришћанске теологије у Палестини.
- Хераклије Александријски је први епископ Александрије који је користио назив „папа“.